# Ileana Salvador
Pour les articles homonymes, voir Salvador (homonymie).
Ileana Salvador (née le 16 janvier 1962 à Noale) est une athlète italienne, spécialiste de la marche.

## Palmarès
| Date | Compétition                    | Lieu      | Épreuve        | Place | Temps          |
| ---- | ------------------------------ | --------- | -------------- | ----- | -------------- |
| 1989 | Championnats du monde en salle | Budapest  | 3 000 m marche | 3e    | 12 min 11 s 33 |
| 1990 | Championnats d'Europe          | Split     | 10 km marche   | 3e    | 44 min 38 s    |
| 1990 | Championnats d'Europe en salle | Glasgow   | 3 000 m marche | 2e    | 12 min 18 s 84 |
| 1991 | Championnats du monde en salle | Séville   | 3 000 m marche | 3e    | 12 min 7 s 67  |
| 1993 | Championnats du monde          | Stuttgart | 10 km marche   | 2e    | 43 min 08 s    |
| 1993 | Championnats du monde en salle | Toronto   | 3 000 m marche | 3e    | 11 min 55 s 35 |